# Basílica de São Luís, Rei da França
A Basílica de São Luís, Rei da França (em inglês: Basilica of St. Louis, King of France), anteriormente Catedral de St. Louis e coloquialmente Catedral Velha, é uma basílica menor católica, localizada na cidade de St. Louis, nos Estados Unidos. Foi a primeira catedral a oeste do Rio Mississippi e, até 1845, a única igreja paroquial da cidade de St. Louis, Missouri. É uma das duas basílicas católicas de St. Louis, e é nomeada em homenagem ao rei Luís IX da França, conhecido como São Luís, também o homônimo da cidade de St. Louis.